# Западноафриканский экономический и валютный союз
Западноафриканский экономический и валютный союз (ЗАЭВС) (фр. Union économique et monétaire ouest-africaine, англ. The West African Economic and Monetary Union (UEMOA)) — с 1994 года торгово-экономический союз стран Западной Африки.
Общая площадь стран ЗАЭВС равна 3,5 млн. км², население (на 2019 год) — около 120 млн. человек, номинальный ВВП — 127 млрд долларов.

## История создания
Создан в 1994 году на базе Западноафриканского валютного союза. Договор о создании Союза подписан в Дакаре 10 января 1994 года и вступил в силу 1 Августа того же года.

## Описание
Основная цель Союза — координация экономической политики стран-участниц, создание в рамках союза условий для свободного перемещения товаров, капитала и трудовых ресурсов между странами-участницами, осуществление единой таможенной политики в отношении третьих стран, гармонизация законодательных норм. В рамках Союза используется общая валюта — франк КФА BCEAO. В 2020 году планируется переход на новую валюту — эко.
В 2006 года с целью интеграции финансового пространства валютного союза, Центральный банк государств Западной Африки запустил расчётную систему в режиме реального времени.